# Vagn Poulsen
Vagn Häger Poulsen (* 25. August 1909 in Kopenhagen, Königreich Dänemark; † 12. Juli 1970 in Kopenhagen) war ein dänischer Klassischer Archäologe und Museumsdirektor.

## Leben
Nach dem Besuch der Kopenhagener Metropolitanskolen ging Poulsen zum Studium der Kunstgeschichte 1927 an die Universität Kopenhagen. Zwei Jahre später wechselte er zum Fach Klassische Archäologie und schloss seine Studien 1934 mit dem Magisterexamen ab. Er promovierte 1937 mit der Arbeit Der strenge Stil. Studien zur Geschichte der griechischen Plastik 480 bis 450, die im selben Jahr in deutscher Sprache mit einem Resumé in dänischer Sprache in Kopenhagen verlegt wurde. Als Student nahm Poulsen an den Grabungskampagnen der Hamaexpeditionen in Syrien der Jahre 1931 und 1932 teil, welche von 1931 bis 1938 vom dänischen Ny Carlsbergfondet unterstützt wurden.
Von 1933 bis 1943 war Poulsen Sekretär des Ny Carlsbergfondet. In den Jahren vor und nach dem Zweiten Weltkrieg führten ihn Studienreisen in die Türkei, nach Griechenland und Italien. Er begann seine Tätigkeit 1936 an der Ny Carlsberg Glyptotek als Inspektor und Kurator und war 1943 bis zu seinem Tod der Direktor des Museums. In der Ny Carlsberg Glyptotek sorgte er nach 1945 für eine Neuaufstellung der großen Objekte und für kleinere und nicht so bekannte Werke wurden Ausstellungen in den Studiensammlungen arrangiert. Er öffnete das Museum durch Vortragsveranstaltungen, Führungen und Konzerte dem breiten Publikum.
Poulsen veröffentlichte sowohl Werke zu kunstgeschichtlichen Themen als auch zu den Ergebnissen der Hamaexpedition und zu Themen der griechischen und römischen Kunst. In der Reihe Die Blauen Bücher des Verlages Langewiesche gab er in den Jahren 1962 bis 1969 einen vollständigen Überblick über die Kunst der Antike.

## Veröffentlichungen
- Der strenge Stil. Studien zur Geschichte der griechischen Klassik 480-450. Levin & Munksgaard, Kopenhagen 1937.
- Danish Painting and Sculpture. Den Danske Selskab, Kopenhagen 1955 und weitere Auflagen.
- Die Amazone des Kresilas. Dorn, Bremen 1957.
- Vergil. Dorn, Bremen 1959.
- Dänemark, aus dem Dänischen von Hanna Kobylinski. Athenäum-Verlag, Bonn 1959.
- Claudische Prinzen. Studien zur Ikonographie des ersten Römischen Kaiserhauses. Grimm, Baden-Baden 1960.
- Dänische Maler / Danish Painters / Peintres danois / Danske Malere. Langewiesche, Königstein im Taunus 1961.
- Griechische Bildwerke. Neubearbeitung. Langewiesche, Königstein im Taunus 1962.
- Griechische Vasen und Bauten. Langewiesche, Königstein im Taunus 1963.
- Römische Kunst; 2 Bände (Römische Bauten; Römische Bildwerke). Langewiesche, Königstein im Taunus 1964.
- Ägyptische Kunst; 2 Bände (Altes und Mittleres Reich; Neues Reich und Spätzeit). Langewiesche, Königstein im Taunus 1968.
- Etruskische Kunst. Langewiesche, Königstein im Taunus 1969.
- Ny Carlsberg Glyptothek. Führer durch die Sammlungen. Ny Carlsberg Glyptotek, Kopenhagen 1969.
  - Von Flemming Johansen revidierte Fassung: Kopenhagen 1977, ISBN 87-7452-046-6.